# فرانس گال
فرانس گال (به فرانسوی: France Gall)‏ (۹ اکتبر ۱۹۴۷- ۷ ژانویه ۲۰۱۸) خوانندهٔ فرانسوی بود. از ترانه‌های مشهورش «الا، الا» را می‌توان نام برد.
او در سال ۱۹۶۵ به نمایندگی از لوکزامبورگ در مسابقه یوروویژن شرکت کرد و برنده شد. وی از سال ۱۹۹۲ پس از مرگ همسرش میشل برژه و از دست دادن دخترش بسیار کم در صحنه موزیک حاضر شد و در نهایت در سال ۱۹۹۷ کاملاً صحنه موزیک را ترک کرد و تنها در سال ۲۰۰۵ گروه تئاتر موزیکال رزیست را پایه‌گذاری کرد.
فرانس گال در هفتم ژانویه ۲۰۱۸ پس از ۳ سال مبارزه با سرطان پستان در نهایت در بیمارستان آمریکایی پاریس در سن هفتاد سالگی درگذشت.